# Platycephala guizhouensis
Platycephala guizhouensis är en tvåvingeart som beskrevs av Shu Wen An och Yang 2003. Platycephala guizhouensis ingår i släktet Platycephala och familjen fritflugor. Inga underarter finns listade i Catalogue of Life.